# Жимолость
Жи́молость (лат. Lonícera) — род прямостоячих, вьющихся или ползучих кустарников; типовой род семейства Жимолостные (Caprifoliaceae). Своё латинское название род получил в честь немецкого математика, физика и ботаника Адама Лоницера (1528—1586), хотя первоначально Карл Линней собирался назвать их каприфолями (Caprifolium), поскольку чаще всего в садах Европы выращивали именно жимолость каприфоль. Ягоды некоторых видов жимолости употребляются в пищу; некоторые, наоборот, ядовиты, в том числе жимолость обыкновенная, широко распространённая в лесах средней полосы России.

## Распространение и экология
Известно около 190 видов почти во всех областях Северного полушария, а большей частью из Гималаев и Восточной Азии. В России дикорастущих 14 видов.

## Ботаническое описание
|  |
|  |
|  |

Довольно крупные цветки (белые, розоватые, желтоватые и голубые) расположены чаще попарно в углах листьев или на концах ветвей в головчатых соцветиях. Из слабо развитой чашечки выходит неправильный (у большинства) трубчатый венчик, на конце разделённый на пять долей; неправильность цветов, построенных по пятерному плану, зависит от срастания трёх передних лепестков и неравномерного их развития, вследствие чего венчик является двугубым; в трубке венчика пять тычинок и длинный столбик пестика.
Ягодообразные плоды сидят попарно, а нередко и срастаются друг с другом.
Верхние листья у некоторых видов (а у иных и все) срастаются вместе, образуя одну общую пластинку или широкую оторочку, сквозь которую проходит конец ветви с цветками.

## Значение и применение
Много видов жимолости очень часто разводятся в садах как красивые декоративные кустарники, хорошо пригодные для групп, аллей и беседок; российские виды цветут в начале лета, то есть в конце мая и до середины июня. В Средней России довольно часто встречается по опушкам лесов и по рощам ядовитая Lonicera xylosteum L. — Жимолость настоящая, или жиломусть, или волчьи ягоды с жёлто-белыми цветками и красными ягодами, листья снизу пушистые. Разводится часто в садах, но в Южной России дико не растёт.
Другая, Жимолость татарская (Lonicera tatarica L.), с розовыми цветками и гладкими листьями, давно разводится в садах, чаще предыдущей, в дикорастущем виде известна по Средней Волге, Казахстане и в Сибири до Алтая.
Вьющаяся и пахучая Жимолость душистая (или козья, Lonicera caprifolium L.), родом из Южной Европы, за Кавказом в изобилии. Также кое-где в Крыму и Бессарабии, с красноватыми или белыми цветками, при отцветании желтеющими: ягоды красные.
Самый северный дикорастущий вид в России — Жимолость голубая (Lonicera caerulea L.), с желтоватыми, почти правильными цветками и голубоватыми ягодами, образованными каждая из пары сросшихся плодов; самая северная европейская, не попадающаяся дико в России, но разводимая, — Жимолость вьющаяся (Lonicera periclymenum L.), у которых листья никогда не срастаются вместе (Жимолость жирная, папороть душистая). В садоводстве известно ещё несколько американских видов.
На Кавказе известны ещё Жимолость грузинская (Lonicera iberica Bieb.), с красно-жёлтыми цветками, и Жимолость кавказская (Lonicera caucasica Pall.), с пурпурными цветками; плоды у первой — красные, у второй — чёрные; оба вида имеют очень плотную древесину, годную для мелких токарных поделок.
В горах Хингана, близ реки Амура, открыта Жимолость Максимовича (Lonicera maximowiczii Rupr.).

## Классификация

### Таксономия
Lonicera L., 1753, Sp. Pl.: 173
Род Жимолость относится к семейству Жимолостные (Caprifoliaceae) порядка Ворсянкоцветные (Dipsacales). Кладограмма в соответствии с Системой APG IV по состоянию на декабрь 2023 года:
|  |                                      |  |                                   |                                   |                       |  | ещё 1 семейство |              |               |                                                               |
|  |                                      |  |                                   |                                   |                       |  |                 |              |               | 195 подтвержденных видов и 113 видов, ожидающих подтверждения |
|  |                                      |  |                                   | порядок Ворсянкоцветные           |                       |  |                 |              | род Жимолость |                                                               |
|  |                                      |  |                                   | порядок Ворсянкоцветные           |                       |  |                 |              | род Жимолость |                                                               |
|  | отдел Цветковые, или Покрытосеменные |  |                                   |                                   | семейство Жимолостные |  |                 |              |               |                                                               |
|  | отдел Цветковые, или Покрытосеменные |  |                                   |                                   |                       |  |                 |              |               |                                                               |
|  |                                      |  | ещё 63 порядка цветковых растений | ещё 63 порядка цветковых растений |                       |  |                 | ещё 28 родов | ещё 28 родов  |                                                               |
|  |                                      |  |                                   | ещё 63 порядка цветковых растений |                       |  |                 |              | ещё 28 родов  |                                                               |

## Виды
Некоторые из них:
- Lonicera alpigena L. — Жимолость альпийская
- Lonicera arborea Boiss. — Жимолость древовидная
- Lonicera arizonica Rehder — Жимолость аризонская
- Lonicera asperifolia (Decne.) Hook.f. & Thomson — Жимолость жёстколистная
- Lonicera caerulea L. — Жимолость голубая, или Жимолость синяя
- Lonicera canadensis J.Bartram ex Marshall — Жимолость канадская
- Lonicera caprifolium L. typus[1] — Жимолость каприфоль, или Жимолость душистая
- Lonicera caucasica Pall. — Жимолость кавказская
- Lonicera chrysantha Turcz. ex Ledeb. — Жимолость золотистая
- Lonicera ciliosa (Pursh) Poir. ex DC. — Жимолость реснитчатая
- Lonicera confusa DC. — Жимолость обманчивая
- Lonicera dioica L. — Жимолость сизая
- Lonicera edulis Turcz. — Жимолость съедобная - имеет статус неподтвержденного вида
- Lonicera etrusca Santi — Жимолость этрусская, или Жимолость тосканская
- Lonicera ferdinandi Franch. — Жимолость Фердинанда
- Lonicera flava Sims — Жимолость жёлтая
- Lonicera floribunda Boiss. & Buhse — Жимолость многоцветковая, или Жимолость цветущая
- Lonicera glehnii F.Schmidt — Жимолость Глена
- Lonicera gynochlamydea Hemsl. — Жимолость пестичнопокровная
- Lonicera hirsuta Eaton — Жимолость шероховатая
- Lonicera hispida Pall. ex Schult. — Жимолость щетинистая
- Lonicera humilis Kar. & Kir. [syn. Lonicera altmannii Regel & Schmalh. — Жимолость Альтмана]
- Lonicera implexa Aiton — Жимолость сплетённая
- Lonicera involucrata (Richardson) Banks ex Spreng. — Жимолость покрывальная
- Lonicera japonica Thunb. — Жимолость японская
- Lonicera korolkowii Stapf — Жимолость Королькова
- Lonicera ligustrina var. pileata (Oliv.) Franch. [syn. Lonicera pileata Oliv. — Жимолость шапочная]
- Lonicera maackii (Rupr.) Maxim. — Жимолость Маака
- Lonicera maximowiczii (Rupr. ex Maxim.) Maxim. — Жимолость Максимовича
- Lonicera microphylla Willd. ex Schult. — Жимолость мелколистная
- Lonicera nervosa Maxim. — Жимолость сетчатая
- Lonicera nigra L. — Жимолость чёрная
- Lonicera nummulariifolia Jaub. & Spach — Жимолость монетолистная
- Lonicera oblongifolia (Goldie) Hook. — Жимолость длиннолистная
- Lonicera periclymenum L. — Жимолость вьющаяся
- Lonicera praeflorens Batalin — Жимолость раннецветущая
- Lonicera pyrenaica L. — Жимолость пиренейская
- Lonicera quinquelocularis Hardw. — Жимолость пятигнездная
- Lonicera rupicola Hook.f. & Thomson — Жимолость скальная
- Lonicera ruprechtiana Regel — Жимолость Рупрехта
- Lonicera chamissoi Bunge — Жимолость Шамиссо
- Lonicera sempervirens L. — Жимолость вечнозелёная
- Lonicera similis Hemsl. — Жимолость похожая
- Lonicera standishii Jacques — Жимолость Стэндиша
- Lonicera tangutica Maxim. — Жимолость тангутская
- Lonicera tatarica L. — Жимолость татарская
- Lonicera tomentella Hook.f. & Thomson — Жимолость тонковолосистая
- Lonicera tragophylla Hemsl. — Жимолость каприфолелистная
- Lonicera trichosantha Bureau & Franch. — Жимолость волосистоцветковая
- Lonicera utahensis S.Watson — Жимолость ютская
- Lonicera webbiana Wall. ex DC. — Жимолость Уэбба
- Lonicera xylosteum L. — Жимолость настоящая, или Жимолость обыкновенная, или Жимолость лесная

### Синонимы
- Caprifolium Mill.
- Devendraea Pusalkar
- Euchylia Dulac
- Isika Adans.
- Kantemon Raf.
- Metalonicera M.Wang & A.G.Gu
- Nintooa Sweet
- Periclymenum Mill.
- Phenianthus Raf.

## Некоторые сорта

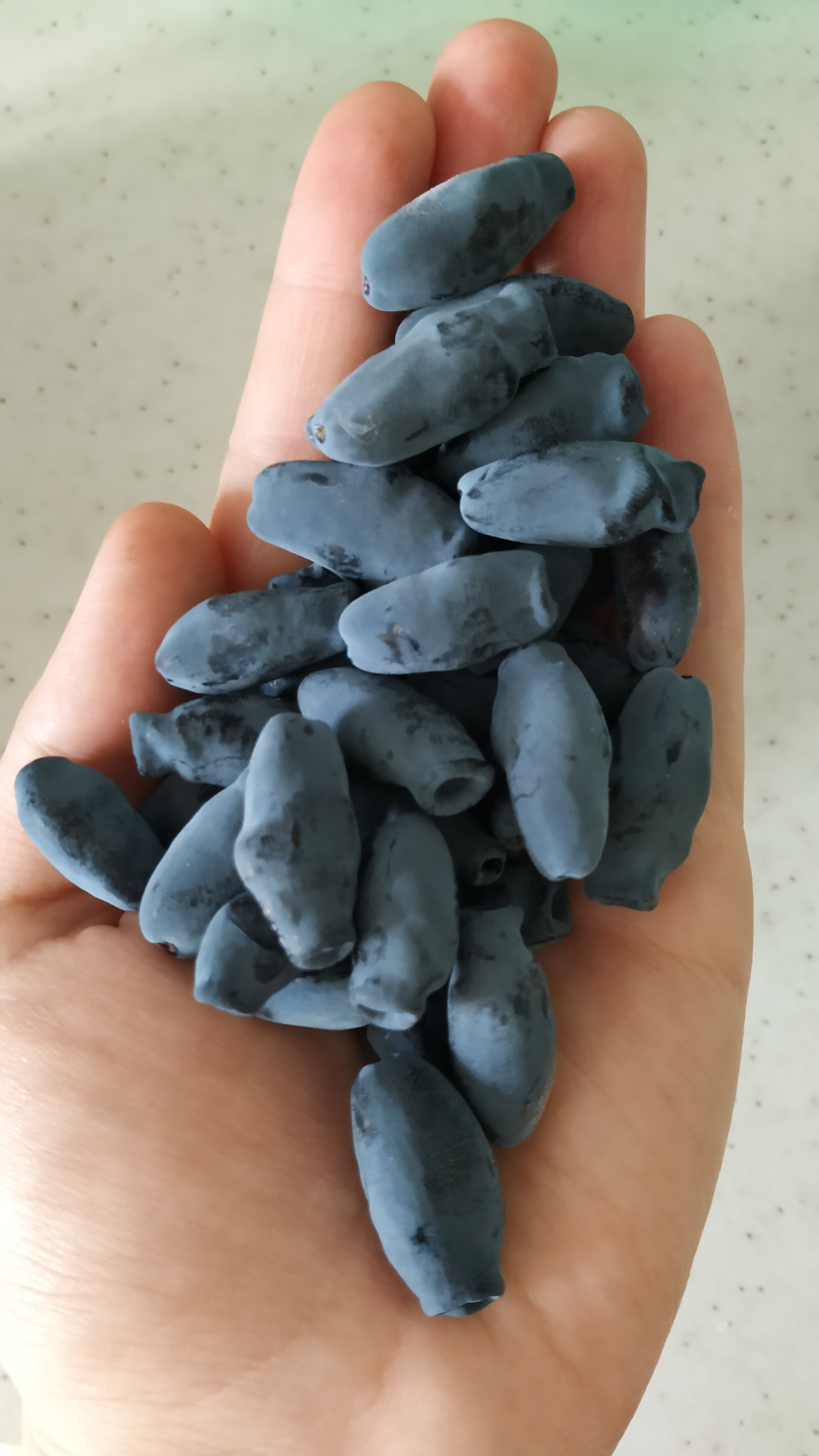
Сорт 'Синяя Птица'

Культурные съедобные сорта жимолости получены с использованием видов Жимолость камчатская и Жимолость съедобная, а также некоторых других:
- 'Гордость Бакчара'. Сорт создан на основе Жимолости Турчанинова. Селекция Бакчарского опорного пункта северного садоводства. Включён в Государственный реестр селекционных достижений с 2006 года. Куст до 1,6 м высотой, средней густоты, полушаровидный. Скелетные ветви арковидные. Средняя урожайность — 1,8 кг с куста, на 8—10-й год 2,6 кг с куста, средняя величина ягод — 1,2 г, до 4 см длиной. Вкус кисло-сладкий, без горчинки, десертный; дегустационный балл 4,8[4].
- 'Избранница'. Сорт создан на основе Жимолости камчатской.
- 'Амазонка'
- 'Бажовская'
- 'Волшебница'
- 'Голубое веретено'
- 'Диана'
- 'Длинноплодная'
- 'Дочь Великана'
- 'Елизавета'
- 'Изюминка'
- 'Лазурит'
- 'Ленита'
- 'Сибирячка'
- 'Синеглазка'
- 'Синильга'
- 'Синий утёс'
- 'Стойкая'
- 'Стрежевчанка'
- 'Челябинка'
- 'Черничка'
- 'Фианит'
- 'Шахиня'
- 'Югана'